# Carlos Mladinic
Carlos Rodrigo Mladinic Alonso (Punta Arenas, 25 de octubre de 1954) es un economista y político demócrata cristiano chileno de ascendencia croata. Se desempeñó como subsecretario de Economía, Fomento y Reconstrucción y, ministro de Estado en las carteras de Agricultura y Secretaría General de Gobierno, durante la administración del presidente Eduardo Frei Ruiz-Tagle (1994-2000).

## Biografía
Estudió en el Liceo Salesiano San José de Punta Arenas, su ciudad natal. En el colegio se sumó a las filas de la Democracia Cristiana, llegando a ser presidente regional de la colectividad a principios de los años 1980. En plena dictadura organizó la primera manifestación pública contra el general Augusto Pinochet en presencia de éste, conocida como el «Puntarenazo». Por ello fue condenado a 541 días de prisión.
Egresó como ingeniero comercial de la Universidad de Chile en 1976 y posteriormente realizó cursos de posgrado en macroeconomía, política monetaria, política fiscal y demografía económica. Ese mismo año inició sus actividades profesionales en la consultora Gemines. Después de un breve paso por el sector público, continuó su carrera en el sector financiero como gerente regional del entonces Banco Concepción. Más tarde se desempeñó en el sector hospitalario como gerente de la Clínica Imega, en Magallanes.
Está casado con la asistente social Flor Draguicevic, con la que tiene tres hijos: Rodrigo, Vesna y Nicolás.
Además de sus labores profesionales y académicas, Mladinic ha sido también presidente de la Fundación para el Desarrollo de Magallanes, miembro de la Comisión Binacional de Integración Austral Chileno-Argentina, presidente del Servicio de Cooperación Técnica (Sercotec), presidente del directorio de la Fundación Europa-Chile (EuroChile) y consejero de la Fundación Chile. También ha participado en los directorios de diversas sociedades anónimas, como la Empresa Eléctrica Pilmaiquén, la Empresa Nacional del Carbón, Celulosa Arauco y Constitución y Aguas Andinas, la principal compañía de agua potable de Chile.

## Carrera política

### Sus inicios
Se inició en el sector público en 1977 como asesor de créditos externos del Banco Central. En 1990 asumió el cargo de director regional de la Corporación de Fomento de la Producción (Corfo) en la Región de Magallanes. Un año después fue llamado a integrarse en Santiago a la Comisión de Regularización Financiera de Corfo.
Cuando terminaba esa tarea, el gerente general de Corfo, Ernesto Tironi, fue designado embajador en Ginebra, Suiza. Su buena evaluación y la ausencia de un sucesor natural lo llevaron a ascender al cargo. Compartió esas funciones con la de secretario ejecutivo del Programa de Apoyo a las Pequeñas y Medianas Empresas. Durante su gestión la Corfo desarrolló los llamados programas de «crédito de segundo piso», para apoyar a la banca chilena en la obtención de créditos de largo plazo para las empresas locales, y el Fondo de Innovación Tecnológico (Fontec).
En 1993 comenzó a trabajar con Juan Villarzú en la propuesta programática del candidato presidencial Eduardo Frei Ruiz-Tagle, tocándole presidir la comisión de economía.

### Ministro de Frei Ruiz-Tagle
En marzo de 1994 asumió como subsecretario de Economía cuando ejercía como ministro de esa cartera Álvaro García. En marzo de 1995 Frei lo designó secretario del Comité Interministerial de Negociaciones Económicas Internacionales y director de Relaciones Económicas Internacionales (Direcon) del Ministerio de Relaciones Exteriores cuando José Miguel Insulza era titular de la cartera. En septiembre de 1996 fue designado ministro de Agricultura, cargo donde le tocó lidiar con los mismos agricultores que se habían opuesto tenazmente a los acuerdos de asociación de su país con el Mercosur y con Canadá, los que fueron negociados durante su periodo en la Direcon. 
En el último cambio de gabinete efectuado por Frei, a mediados de 1999 fue trasladado al Palacio de La Moneda como ministro secretario general de Gobierno, al mismo tiempo que se nombraba a Edmundo Pérez Yoma en Defensa Nacional y a Insulza en la secretaría general de la Presidencia.

### Gobiernos de Lagos y Bachelet
En 2001 intentó llenar uno de los cupos a diputado por Magallanes, pero fue derrotado por su compañero de lista, el PS Pedro Muñoz Aburto.
Pasó al sector privado por un tiempo breve, para volver al Estado, ya en el Gobierno de Ricardo Lagos, primero como consejero del Banco del Estado y después como presidente del Sistema de Empresas Públicas (SEP) en 2002, y como presidente del directorio de Televisión Nacional de Chile (TVN) en 2004.
La presidenta Michelle Bachelet lo nombró en 2007 gerente Pro Inversión del Ministerio de Hacienda. En el último año de dicho Gobierno volvió a La Moneda ahora como jefe de gabinete del ministro del Interior, donde se mantuvo hasta marzo de 2010.
En abril de 2010, mientras se desempeñaba como vicepresidente del Metro, fue reclutado por José Miguel Insulza, entonces secretario general de la Organización de los Estados Americanos, para trabajar en la sede de la entidad en Washington D. C., desde donde ejerció como secretario de la Comisión Interamericana de Puertos (CIP).

## Historial electoral

### Elecciones parlamentarias de 2001
- Elecciones parlamentarias de 2001, para el Distrito 60, Antártica, Cabo de Hornos, Laguna Blanca, Natales, Porvenir, Primavera, Punta Arenas, Río Verde, San Gregorio, Timaukel y Torres del Paine[14]

| Candidato                    | Pacto                          | Partido | Votos  | %     | Resultado |
| ---------------------------- | ------------------------------ | ------- | ------ | ----- | --------- |
| Gladys Cooper O'Ryan         | Alianza por Chile              | RN      | 1103   | 1,77  |           |
| Rodrigo Álvarez Zenteno      | Alianza por Chile              | UDI     | 26 081 | 41,76 | Diputado  |
| Pedro Muñoz Aburto           | Concertación por la Democracia | PS      | 17 302 | 27,70 | Diputado  |
| Carlos Mladinic Alonso       | Concertación por la Democracia | PDC     | 15 914 | 25,48 |           |
| Jorge Patricio Ivelic Suárez |                                | Indep.  | 769    | 1,23  |           |
| René Bobadilla López         |                                | Indep.  | 1289   | 2,06  |           |